# Elecciones municipales de Guayaquil de 1951
Las Elecciones municipales de Guayaquil de 1951 resultaron en la elección de Carlos Guevara Moreno del CFP, venciendo a uno de los ex fundadores del CFP cuando este era la Unidad Popular Republicana, Rafael Mendoza Avilés, candidateado por el Partido Liberal Radical Ecuatoriano y apoyado por el velasquismo.  
Fuentes: